# Salix erioclada
Salix erioclada — вид квіткових рослин із родини вербових (Salicaceae).

## Морфологічна характеристика
Це невелике дерево чи кущ. Гілочки червонувато-каштанові чи жовті, густо біло запушені, потім голі. Листкова ніжка коротка; листкова пластинка від яйцеподібно-ланцетної до еліптичної, ≈ 5 × 1.5 см, абаксіально (низ) сива, адаксіально тьмяно-зелена, край цільний, верхівка гостра; молоді листки звивисті, шовковисто запушені. Чоловіча сережка (25)60 × 6–7 мм. Чоловіча квітка: тичинок 2; пиляки жовті, кулясті, дрібні. Жіноча сережка 30–60 × 4–6 мм. Коробочка від вузько-яйцюватої до яйцювато-конічної, 4–6 мм, ± гола.

## Середовище проживання
Північно-Центральний, Південно-Центральний і Південно-Східний Китай, Цинхай. Населяє узлісся, схили гір, болота; на висотах 600–1800 метрів.